# 比拉克 (巴西)
比拉克（葡萄牙語：Bilac）是巴西圣保罗州的一个市镇。总面积157.278平方公里，总人口6905人，人口密度43.9人/平方公里。